# Bellevue (St. Andrew)
Bellevue (dt.: Schönblick) ist eine Siedlung im Parish Saint Andrew im Osten von Grenada.

## Geographie
Die Siedlung liegt im Hinterland, zwischen Saint James und La Digue auf einem Ausläufer des South East Mountain auf ca. 240 m Höhe.

## Klima
Das Klima ist tropisch heiß. 